# Margherita di Durazzo
Margherita d'Angiò-Durazzo, meglio nota come Margherita di Durazzo (Napoli, 28 luglio 1347 – Acquamela, 6 agosto 1412), figlia di Carlo di Durazzo e Maria d'Angiò, fu regina consorte di Napoli dal 1382, regina consorte d'Ungheria dal 1385, e principessa d'Acaia dal 1383 come moglie del re Carlo III d'Angiò-Durazzo, fino alla morte del marito in una congiura della corte ungherese nel 1386. Fu inoltre reggente del Regno di Napoli dal 1386 al 1393 durante la minore età del figlio Ladislao.

## Biografia

### Regina di Napoli
Quarta figlia di Carlo duca di Durazzo (1323 – 1348), e di Maria d'Angiò, sorella della regina di Napoli Giovanna I. I nonni materni erano Giovanni di Gravina, duca di Durazzo, e la sua seconda moglie Agnese di Perigord, quelli materni Carlo duca di Calabria e Maria di Valois.
Nel febbraio 1369 Margherita sposò suo cugino di primo grado, dal lato paterno, Carlo, erede di Luigi di Durazzo, altro figlio di Giovanni e della sua seconda moglie Agnese di Perigord; gli sposi avevano rispettivamente 22 e 24 anni.

### Il consorte e i figli sovrani
La coppia ebbe tre figli:
- Maria (1369 – 1371);
- Giovanna (23 giugno 1373 – 2 febbraio 1435);
- Ladislao (17 febbraio 1377 – 6 agosto 1414).

Margherita, nipote di una regina e moglie di un re, fu dunque la madre di due sovrani regnanti, gli ultimi re di Napoli della dinastia d'Angiò.

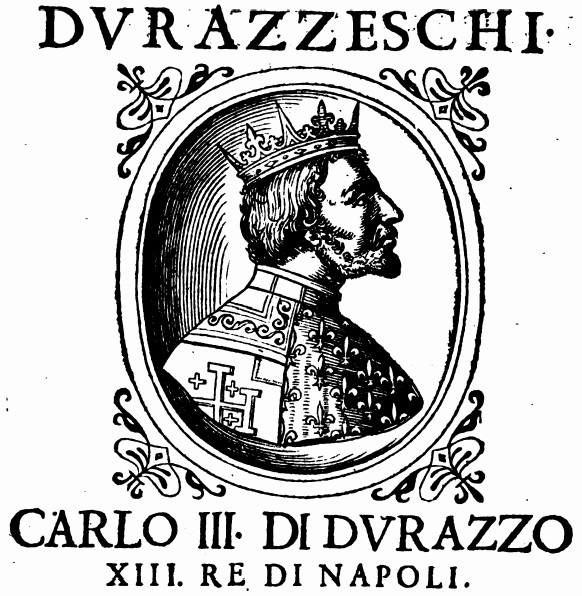
Il marito di Margherita, il re Carlo III (1383 – 1386)
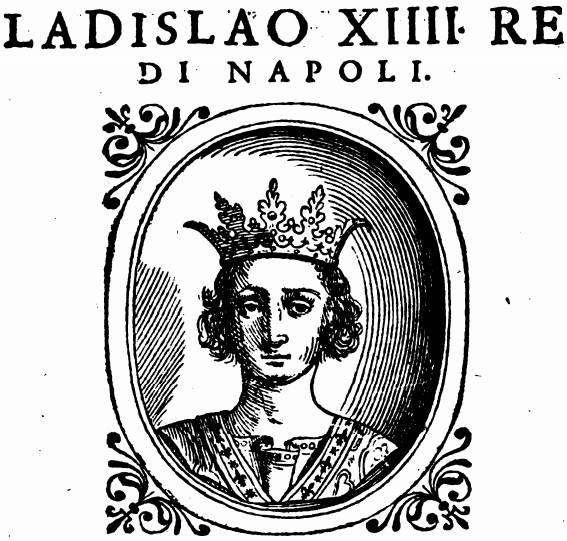
Il figlio, il re Ladislao I (1386 – 1414)
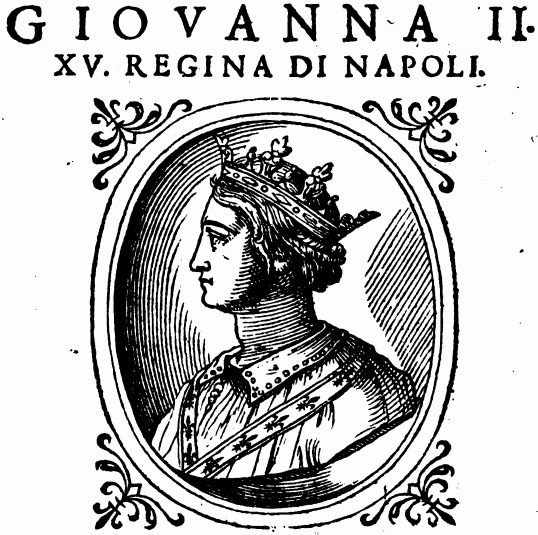
La figlia, la regina Giovanna II (1414 – 1435)

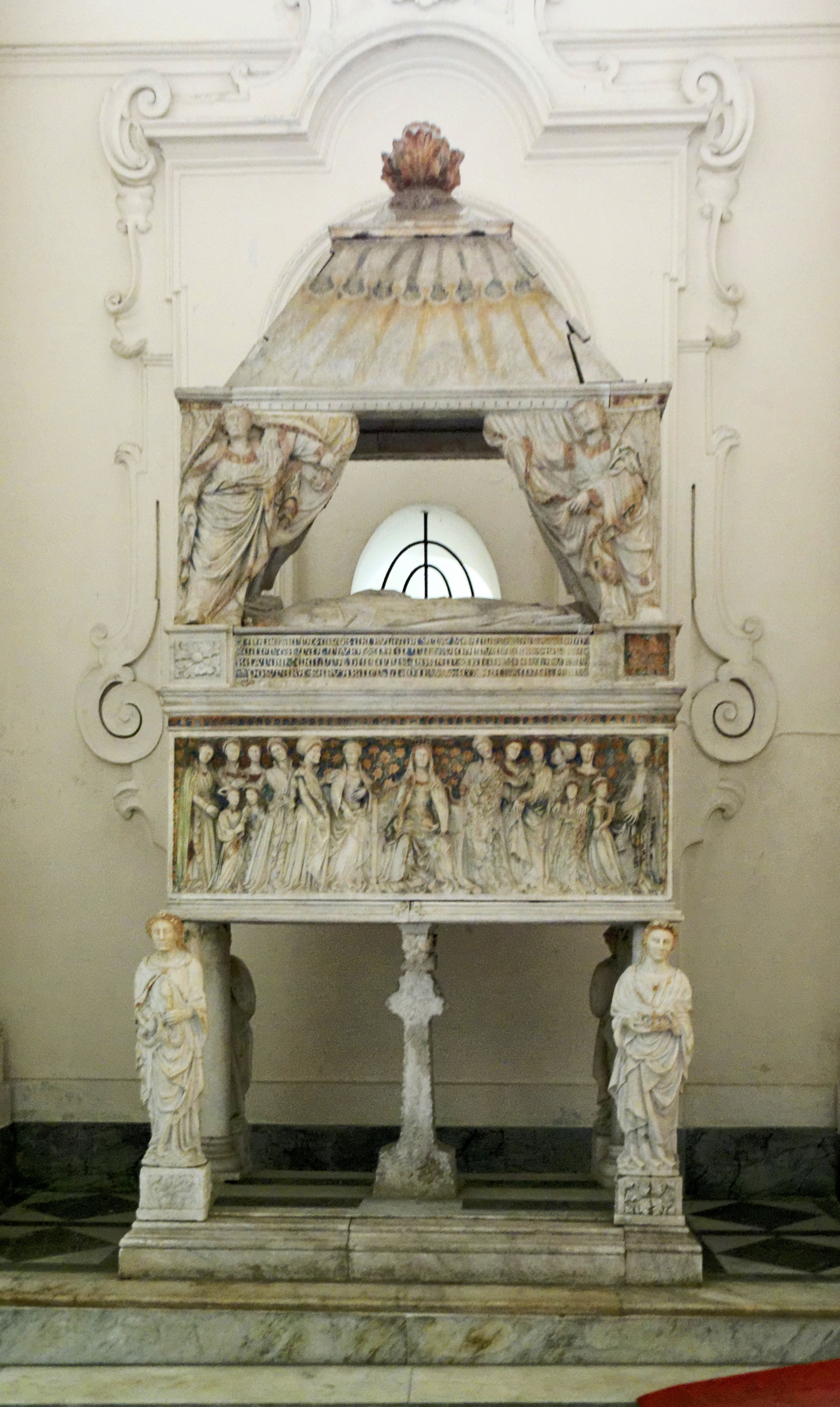
Il mausoleo della regina Margherita nel Duomo di Salerno

In seguito alle trame che re Carlo ordì contro la zia materna Giovanna I d'Angiò per deporla dal trono nel 1382 e subentrarle nella guida del regno di Napoli, Margherita divenne la regina consorte e anche principessa d'Acaia nel 1383. Vantava comunque maggiori diritti al trono del marito, in quanto figlia dell'unica sorella della sovrana assassinata.
Carlo divenne successivamente il membro più anziano della famiglia degli Angioini e, nel 1385, esautorò la regina Maria d'Ungheria, le succedette, ma fu ucciso a Visegrád il 24 febbraio 1386 da un complotto tramato da Elisabetta di Bosnia che rimise sul trono la legittima sovrana. Margherita, intanto, in assenza del consorte, fungeva da vicaria del regno dimostrando ottime capacità nel governarlo.

### Reggente
Margherita assunse così, il 1º marzo 1386, la reggenza per il figlio di nove anni Ladislao I, fino al luglio 1393. Decise di non risposarsi più dopo la morte del marito e si dedicò con impegno e lungimiranza all'amministrazione del regno che consegnerà intatto e più solido al giovane re.
Negli ultimi anni della sua vita si ritirò prima a Salerno (in ciò che resta del suo palazzo è attualmente ospitato il Museo Provinciale), poi ad Acquamela, piccola frazione di Baronissi, ove morì di peste, a 65 anni, il 6 agosto 1412.
Religiosissima, indossò l'abito di terziaria francescana, e volle essere sepolta con il saio bianco. La sua bellissima tomba, opera di Baboccio da Piperno e a forma di letto a baldacchino, con la statua della regina, si trova attualmente nella cattedrale di Salerno.

## Ascendenza
|                       |                 |                       | Genitori                        |  |  | Nonni |  |  | Bisnonni         |  |  | Trisnonni       |  |
|                       |                 |                       |                                 |  |  |       |  |  | Carlo II d'Angiò |  |  | Carlo I d'Angiò |  |
|                       |                 |                       |                                 |  |  |       |  |  | Carlo II d'Angiò |  |  | Carlo I d'Angiò |  |
|                       |                 | Beatrice di Provenza  |                                 |  |  |       |  |  | Carlo II d'Angiò |  |  |                 |  |
| Giovanni di Gravina   |                 |                       |                                 |  |  |       |  |  | Carlo II d'Angiò |  |  |                 |  |
|                       |                 | Maria d'Ungheria      | Stefano V d'Ungheria            |  |  |       |  |  |                  |  |  |                 |  |
|                       |                 | Maria d'Ungheria      | Stefano V d'Ungheria            |  |  |       |  |  |                  |  |  |                 |  |
|                       |                 | Maria d'Ungheria      | Elisabetta dei Cumani           |  |  |       |  |  |                  |  |  |                 |  |
| Carlo di Gravina      |                 | Maria d'Ungheria      |                                 |  |  |       |  |  |                  |  |  |                 |  |
|                       |                 | Elia IX di Talleyrand | …                               |  |  |       |  |  |                  |  |  |                 |  |
|                       |                 | Elia IX di Talleyrand | …                               |  |  |       |  |  |                  |  |  |                 |  |
|                       |                 | Elia IX di Talleyrand | …                               |  |  |       |  |  |                  |  |  |                 |  |
| Agnese del Périgord   |                 | Elia IX di Talleyrand |                                 |  |  |       |  |  |                  |  |  |                 |  |
|                       |                 | Brunissende de Foix   | …                               |  |  |       |  |  |                  |  |  |                 |  |
|                       |                 | Brunissende de Foix   | …                               |  |  |       |  |  |                  |  |  |                 |  |
|                       |                 | Brunissende de Foix   | …                               |  |  |       |  |  |                  |  |  |                 |  |
| Margherita di Durazzo |                 | Brunissende de Foix   |                                 |  |  |       |  |  |                  |  |  |                 |  |
|                       | Roberto d'Angiò | Carlo II d'Angiò      |                                 |  |  |       |  |  |                  |  |  |                 |  |
|                       | Roberto d'Angiò | Carlo II d'Angiò      |                                 |  |  |       |  |  |                  |  |  |                 |  |
|                       | Roberto d'Angiò | Maria d'Ungheria      |                                 |  |  |       |  |  |                  |  |  |                 |  |
| Carlo d'Angiò         | Roberto d'Angiò |                       |                                 |  |  |       |  |  |                  |  |  |                 |  |
|                       |                 | Jolanda d'Aragona     | Pietro III d'Aragona            |  |  |       |  |  |                  |  |  |                 |  |
|                       |                 | Jolanda d'Aragona     | Pietro III d'Aragona            |  |  |       |  |  |                  |  |  |                 |  |
|                       |                 | Jolanda d'Aragona     | Costanza II di Sicilia          |  |  |       |  |  |                  |  |  |                 |  |
| Maria d'Angiò         |                 | Jolanda d'Aragona     |                                 |  |  |       |  |  |                  |  |  |                 |  |
|                       |                 | Carlo di Valois       | Filippo III di Francia          |  |  |       |  |  |                  |  |  |                 |  |
|                       |                 | Carlo di Valois       | Filippo III di Francia          |  |  |       |  |  |                  |  |  |                 |  |
|                       |                 | Carlo di Valois       | Isabella d'Aragona              |  |  |       |  |  |                  |  |  |                 |  |
| Maria di Valois       |                 | Carlo di Valois       |                                 |  |  |       |  |  |                  |  |  |                 |  |
|                       |                 | Mahaut di Châtillon   | Guido IV di Châtillon-Saint-Pol |  |  |       |  |  |                  |  |  |                 |  |
|                       |                 | Mahaut di Châtillon   | Guido IV di Châtillon-Saint-Pol |  |  |       |  |  |                  |  |  |                 |  |
|                       |                 | Mahaut di Châtillon   | Maria di Bretagna               |  |  |       |  |  |                  |  |  |                 |  |
|                       |                 | Mahaut di Châtillon   |                                 |  |  |       |  |  |                  |  |  |                 |  |